# Maziacs
Maziacs (с англ. — «Мазиаки») — компьютерная игра в жанре аркадный лабиринт, разработанная Доном Пристли и изданная в 1983 году. Игра основана на ранее созданной Доном Пристли игре Mazogs на ZX81, которая стала одной из самых успешных игр на этой платформе.
Maziacs для своего времени отличается масштабностью процедурно-генерируемого лабиринта, удачным сочетанием элементов стратегии и экшна, а также качеством графики и анимации. В игре главный герой ищет клад в лабиринте, который охраняется паукообразными существами — мазиаками. Искателю приключений нужно, ориентируясь в пространстве и сражаясь с монстрами, найти и вынести спрятанные сокровища.
Игра была выпущена для ZX Spectrum в Великобритании компанией dK'Tronics. Распространением в Испании занималась компания ABC Soft. Впоследствии Maziacs была портирована на Amstrad CPC, Commodore 64 и MSX. Maziacs входит в состав нескольких сборников, а также локализована на русский язык. Существует ряд ремейков игры, в 2010 году на основе Maziacs создана настольная игра.
Игровая пресса положительно встретила Maziacs, обратив внимание на хорошую графику и анимацию, подробные разъяснительные инструкции, а также увлекательность и реиграбельность. В 1991 году в рейтинге игр всех времён по версии журнала Your Sinclair игра заняла 99-е место.

## Игровой мир
Игровой мир Maziacs представляет собой не имеющий краёв лабиринт, состоящий из прямоугольной сетки клеток. Каждая клетка может быть либо проходимой, либо стеной. Лабиринт для каждой новой игры генерируется процедурно, и при этом лабиринт всегда получается таким, что от входа до золота необходимое к прохождению расстояние составляет не менее 200 клеток. Одновременно видимое пространство во время игры представляет собой площадь 10×8 клеток, а во время специального режима — 19×19. Масштабы всего лабиринта таковы, что во время просмотра в специальном режиме игрок видит примерно {\displaystyle 1/12} его часть.
Спрятанные в лабиринте сокровища охраняют мазиаки (англ. Maziacs) — паукоподобные существа, встреча с которыми опасна. Управляемый игроком персонаж может в лабиринте найти еду, мечи и узников. Все они находятся в стенках лабиринта, а их нахождение и применение как облегчают задачу поиска золота, так и помогают выжить.

## Игровой процесс

Maziacs, оригинальная версия для ZX Spectrum. Главный герой в центре экрана борется с мазиаком. В лабиринте непроходимые стены синего цвета, а проходы белого. Жёлтая дорожка — подсказка узника в какую сторону нужно бежать главному герою. В двух клетках красно-жёлтого цвета находится еда, в трёх чёрно-белых по мечу, в правом нижнем углу узник, а слева за стеной два мазиака. Справа от лабиринта показана шкала голода главного героя и на ней белый маркер, который со временем движется вниз

Игра начинается с того, что искатель приключений проникает в лабиринт, у которого есть единственный вход. Задачей игрока является поиск сокровища, которое нужно не только найти, но и принести ко входу. Состояние главного героя характеризуется сытостью и наличием или отсутствием меча. В начале игры сытость максимальная, и она уменьшается со временем или во время сражения с мазиаком. Данный параметр может быть восполнен на некоторое значение в случае, если персонаж найдет и съест пищу. Если сытость обнулится, то это приведёт к смерти от истощения. Помимо этого, у главного героя может быть в руках меч, но не больше одного. Если персонаж вступает в сражение с мазиаком, то по его завершении меч пропадает, и для другой встречи с мазиаком игроку нужно найти и взять другой меч в лабиринте.
В лабиринте присутствует множество мазиаков, которые постоянно перемещаются. При этом они могут как двигаться к искателю приключений, так и перемещаться по непрогнозируемым маршрутам. Если главный герой встречается с мазиаком, то происходит сражение. Если в руках у управляемого игроком персонажа есть меч, то встреча всегда заканчивается победой игрока. Если же меча нет, то с большой вероятностью победит мазиак и на этом игра закончится. Согласно описанию игры, мазиаки чувствуют, где находится персонаж, но они не всегда достаточно умны, чтобы найти главного героя. Одной из особенностей игры является то, что если управляемый игроком персонаж присядет, один из мазиаков начнёт целенаправленно двигаться по направлению к нему.
Все предметы, которые можно найти в лабиринте, находятся в стенах. Если герой находит еду или меч, то найденный предмет исчезает. В лабиринте также могут быть найдены замурованные в стенах узники, которым помочь невозможно, но сами они могут помочь найти путь к сокровищам или к выходу: если добраться до узника и обратиться к нему, то на экране появляется дорожка, указывающая куда нужно идти к сокровищу (если оно ещё не найдено) или к выходу по кратчайшему маршруту. Показываемый узниками путь через некоторое время пропадает, и для его возобновления нужно опять обратиться к тому или иному узнику.
Первоначальной задачей является поиск сокровища. Найдя сокровище, персонаж берёт его в руки и пытается вынести из лабиринта. На этом этапе задача осложняется тем, что руки у главного героя заняты и он не может взять меч (меч можно взять в руки только положив золото на его место). Поэтому игроку важно как помнить путь, избегать мазиаков и быстро выйти из лабиринта, так и расчистить лабиринт от мазиаков до того момента, как было взято золото.
В Maziacs предусмотрен специальный режим осмотра, когда игрок может видеть намного бо́льшую часть лабиринта, нежели в обычном режиме. Однако в это время мазиаки перемещаются и могут найти главного героя, который в данном режиме не может двигаться.
В игре имеется четыре уровня сложности, и игрок может выбрать любой из них. С увеличением уровня сложности в игру добавляются дополнительные особенности. Так, на втором уровне главный герой теряет энергию в режиме осмотра, на следующем при включении специального режима игрок теряет подсказанный узником маршрут, а на последнем каждого из узников можно спрашивать только один раз. Дополнительно с повышением сложности число мечей и узников в лабиринте уменьшается, но при этом мазиаков меньше не становится. Игра заканчивается либо смертью главного героя, либо успешным нахождением сокровища и выходом с ним из лабиринта. В последнем случае игроку начисляются очки, которые рассчитываются как сумма двух значений. Первое из них — 0, 10, 20 или 30 очков в зависимости от уровня сложности. Второе — процентное отношение минимально возможного числа совершённых ходов к тому числу ходов, которые сделал игрок за всё время игры.
В Maziacs поддерживается синтезатор речи Currah MicroSpeech.

## Разработка и выпуск
Maziacs была разработана Доном Пристли на основе ранее созданной им игры Mazogs на ZX81, которая была издана компанией Bug-Byte в 1982 году и стала одной из самых успешных игр на этой платформе. Мотивацию создания Mazogs, определивших облик Maziacs, Дон Пристли объясняет ситуацией в индустрии компьютерных игр в середине 1982 года:
Я пытался уйти от всех этих игр, которые вращались вокруг знака доллара, за которым гонялся знак звёздочки. Mazogs использовала большие и динамичные спрайты в сложном лабиринте, собранные из кубической графики Sinclair. Эта была моя первая игра, которая удостоилась полностраничной рекламы. Марка Bug Byte благодаря ей стала сверхпопулярной…

Оригинальный текст (англ.)‘I was trying to get away from all those games which revolved around a dollar sign being chased by an asterisk. Mazogs featured large mobile sprites in a solid maze, all constructed using Sinclair’s sugar cube graphics. It was my first game which got itself a full page ad. Bug Byte went over the top on that one…’ 
Поскольку Mazogs стала успешной, Дон Пристли продолжил её совершенствовать, улучшив графику (большее по сравнению с ZX81 разрешение и использование цветовой палитры ZX Spectrum и MSX), переименовал в Maziacs и изданием новой игры занялась компания dK’Tronics. Сообщение о выпуске игры появилось в июне 1983 года, а рекламные объявления и обзоры начали появляться в сентябре.
Впоследствии Дон Пристли портировал игру на Amstrad CPC и MSX. Работой над игрой для Commodore 64 занимался Энди Френч (англ. Andy French). Версия для Amstrad CPC вышла в 1983, а остальные в 1985 году.
Maziacs входит в состав нескольких сборников. В 1984 году игра вышла в сборник игр компании dK’Tronics (DK’Tronics Compilation). Maziacs присутствуют в выпущенном в Испании в 1985 году сборнике игр 48K issue 03. В 1986 и 1987 годах выходили сборники Video Vault 2, Video Vault 3 и Video Vault 4, которые также включали Maziacs. В 1997 году вышло два сборника игр для ZX Spectrum, в которые попала Maziacs: ZX Files Megatape 1 на компакт-кассете и Outlet issue 113 от электронного журнала Outlet.
В середине 1990-х игра была локализована Д. M. Ивaнищeвым.

## Оценки и мнения
| Иноязычные издания    | Иноязычные издания                           |
| Издание               | Оценка                                       |
| --------------------- | -------------------------------------------- |
| Crash                 | 82 %                                         |
| Home Computing Weekly | [ 6 ]                                        |
| MicroHobby            | [ 25 ]                                       |
| Sinclair User         | 8/10                                         |
| Micro 7               | [ 27 ]                                       |
| Награды               |                                              |
| Издание               | Награда                                      |
| Your Sinclair, 1991   | 99-е место в рейтинге лучших игр всех времён |

Игровая пресса положительно встретила игру, отметив для неё подробные разъяснительные инструкции, хорошую графику и высокую реиграбельность. Обозреватель Home Computer Weekly приветствовал игру следующими словами:
Чтобы поверить в существование этой игры, её нужно увидеть. Это во всех аспектах одно из самых лучших применений ZX Spectrum, какие я когда-либо видел.
Оригинальный текст (англ.)This game must be seen to be believed. One of the best uses of Spectrum in all aspects that I have seen.

Данная цитата в дальнейшем использовалась маркетологами на обложке игры. В рекламных объявлениях (кроме описания игры) было сказано, что боевые сцены были созданы с участием одного из голливудских каскадёров, и это отмечалось обозревателями.
Критик CRASH похвалил за качественную анимацию, увлекательность и внимание к деталям. Звуковое сопровождение описано как непрерывное и оригинальное. В следующих двух номерах CRASH Maziacs была включена в путеводитель по играм, где была названа лучшей среди работ dK’Tronics, а её играбельность объяснялась хорошей графикой и скоростью.
Рецензент MicroHobby обратил внимание на качественную анимацию и проработанный интерфейс с быстрым и точным откликом клавиш. В журнале Personal Computer Games по сюжету игры был нарисован комикс, в котором главная героиня проникает в лабиринт в поисках сокровищ, сражается с мазиаками, теряя мечи, общается с узником, находит золото и выносит его из лабиринта.
В журнале ZX Comuting критик отметил, что игра, как и Pac-Man, использует лабиринты, но в то же время подчёркнул принципиальные отличия Maziacs и назвал это большим шагом вперёд. Прежде всего в обзоре было обращено внимание на то, что в Maziacs лабиринт намного больше, у него нет краёв и есть сотни локаций. В статье было сказано, что лабиринт большой и каждую новую игру создаётся заново, и это делает Maziacs очень разнообразной игрой. Графика оценена журналистом как очень хорошая, «плавная и быстрая». В конце автор статьи настойчиво рекомендовал новую игру.
В статье Micro 7 обратили внимание на огромный лабиринт и хорошую графику Maziacs, которая даёт представление о возможностях ZX Spectrum. По мнению рецензента, игра в равной степени требовала от пользователя стратегического мышления и быстрой реакции. В публикации Popular Computing Weekly журналисты обратили внимание на то, что многие пользователи ZX81, перешедшие на платформу ZX Spectrum, возвращались к старой платформе, чтобы поиграть в Mazogs — одну из самых успешных игр на ZX81, однако отныне им нет в этом нужды, поскольку на ZX Spectrum вышла полноцветная и снабжённая звуковым сопровождением Maziacs.

### В ретроспективе
В статье 1984 года в журнале Sinclair User, рассматривавшей состояние и развитие компьютерных игр, Maziacs приводится как характерный пример нового поколения игр, где сочеталось стратегическое мышление, аркадные приключения и лабиринты подземелий. Близкими к ней назывались игры Ant Attack и Halls of the Things. В статье отмечались особый графический стиль, более смелый, чем в Halls of the Things, высокая детализация боёв и необходимость вырабатывать долгосрочную стратегию для победы.
В рейтинге игр всех времён журнала Your Sinclair, составленном в октябре 1991 года, игра заняла 99-е место. В данном рейтинге Maziacs описана как клаустрофобная лабиринтовая игра, «более страшная, чем тысяча „Кошмаров на улице Вязов“ вместе взятые», а моменты, когда паукообразный обитатель лабиринта, сжав челюстями искателя приключений, ломает ему хребет, по словам рецензента, могли напугать почти любого. Предшествующая Maziacs игра Mazogs была при этом названа самой популярной из выпущенных для платформы ZX81.
В 1996 году в журнале Spectrophoby игра была описана как «нeплоxaя лaбиринтовaя бродилкa», локализация которой выполнена на довольно высоком профeссионaльном уровнe.

## Влияние
Игра породила не менее шести ремейков. В частности, известным является ремейк 1987 года, созданный, вероятно, немецким программистом Дитрихом Райзеном (нем. Dietrich Raisin). Этот ремейк был написан на Omikron BASIC, одном из самых быстрых интерпретаторов Atari ST, и отличается приятной графикой в стиле комиксов, что делает игру «ещё более весёлой». Данный ремейк был передан автором в общественное достояние.
На основе игровых механик и графики Maziacs с согласия Дона Пристли в 2010 году выпущена одноимённая настольная игра, разработанная Хорхе Арройо (англ. Jorge Arroyo). В ней используются блоки лабиринта 3×3, которые перемешиваются и тем самым создаётся случайный лабиринт. Случайные события задаются посредством игральных костей (англ. dice), которые, например, определяют случайное появление мазиаков. Возможна как одиночная, так и кооперативная игра.